# Шарлотт (Нью-Брансвік)
Графство Шарлотт (англ. Charlotte) — графство в Канаді, у провінції Нью-Брансвік.

## Населення
За даними перепису 2016 року, графство нараховувало 25428 жителів, показавши скорочення на 4,2%, порівняно з 2011-м роком. Середня густина населення становила 7,4 осіб/км².
З офіційних мов обидвома одночасно володіли 2 080 жителів, тільки англійською — 22 985, тільки французькою — 15, а 30 — жодною з них. Усього 570 осіб вважали рідною мовою не одну з офіційних, з них 5 — українську.
Працездатне населення становило 60,5% усього населення, рівень безробіття — 14,1% (14,3% серед чоловіків та 13,8% серед жінок). 87,7% були найманими працівниками, 10,1% — самозайнятими.
Середній дохід на особу становив $37 408 (медіана $29 064), при цьому для чоловіків — $45 607, а для жінок $29 690 (медіани — $36 795 та $24 290 відповідно).
31,4% мешканців мали закінчену шкільну освіту, не мали закінченої шкільної освіти — 21,2%, 47,4% мали післяшкільну освіту, з яких 25,9% мали диплом бакалавра, або вищий, 60 осіб мали вчений ступінь.
| Статево-вікова структура населення | Статево-вікова структура населення | Статево-вікова структура населення | Статево-вікова структура населення | Статево-вікова структура населення |
| ---------------------------------- | ---------------------------------- | ---------------------------------- | ---------------------------------- | ---------------------------------- |
|                                    |                                    |                                    |                                    |                                    |
| Всього                             | Всього                             | 48,6%51,4%                         |                                    |                                    |
| 0 — 14 років                       | 0 — 14 років                       |                                    | 14,7%                              | 14,7%                              |
| 15 — 64 років                      | 15 — 64 років                      |                                    | 64%                                | 64%                                |
| 65 і більше                        | 65 і більше                        |                                    | 21,3%                              | 21,3%                              |
| 85 і більше                        | 85 і більше                        |                                    | 2,7%                               | 2,7%                               |
| 100 і більше                       | 100 і більше                       |                                    | 0%                                 | 0%                                 |
| Середній вік (років)               | Середній вік (років)               | 43,745,7                           | 44,7                               | 44,7                               |
| Медіана (років)                    | Медіана (років)                    | 47,048,8                           | 47,9                               | 47,9                               |
| — чоловіки — жінки                 |                                    |                                    |                                    |                                    |

| Походження мешканців:     | Походження мешканців:     | Походження мешканців: | Походження мешканців: | Походження мешканців: |
| ------------------------- | ------------------------- | --------------------- | --------------------- | --------------------- |
| Походження                |                           |                       | осіб                  | %                     |
| Корінні американці        | Корінні американці        |                       | 1 255                 | 5.04%                 |
| Інше північноамериканське | Інше північноамериканське |                       | 14 050                | 56.41%                |
| Європейське               | Європейське               |                       | 15 065                | 60.49%                |
| британське                | британське                |                       | 12 960                | 52.04%                |
| французьке                | французьке                |                       | 3 065                 | 12.31%                |
| українське                | українське                |                       | 140                   | 0.56%                 |
| Карибське                 | Карибське                 |                       | 60                    | 0.24%                 |
| Латинськоамериканське     | Латинськоамериканське     |                       | 60                    | 0.24%                 |
| Африканське               | Африканське               |                       | 65                    | 0.26%                 |
| Азійське                  | Азійське                  |                       | 455                   | 1.83%                 |
| Океанійське               | Океанійське               |                       | 30                    | 0.12%                 |

| Зайнятість населення за галузями (за класифікацією NOC): | Зайнятість населення за галузями (за класифікацією NOC): | Зайнятість населення за галузями (за класифікацією NOC): | Зайнятість населення за галузями (за класифікацією NOC): | Зайнятість населення за галузями (за класифікацією NOC): |
| -------------------------------------------------------- | -------------------------------------------------------- | -------------------------------------------------------- | -------------------------------------------------------- | -------------------------------------------------------- |
|                                                          |                                                          |                                                          |                                                          |                                                          |
| Управління                                               | Управління                                               |                                                          | 9%                                                       | 9%                                                       |
| Бізнес, фінанси та адміністрування                       | Бізнес, фінанси та адміністрування                       |                                                          | 10,6%                                                    | 10,6%                                                    |
| Природничі та прикладні науки                            | Природничі та прикладні науки                            |                                                          | 4,2%                                                     | 4,2%                                                     |
| Охорона здоров'я                                         | Охорона здоров'я                                         |                                                          | 6,6%                                                     | 6,6%                                                     |
| Освіта, правозахист, муніципальні та урядові служби      | Освіта, правозахист, муніципальні та урядові служби      |                                                          | 9,8%                                                     | 9,8%                                                     |
| Мистецтво, культура, відпочинок та спорт                 | Мистецтво, культура, відпочинок та спорт                 |                                                          | 0,8%                                                     | 0,8%                                                     |
| Роздрібна торгівля та послуги                            | Роздрібна торгівля та послуги                            |                                                          | 19,5%                                                    | 19,5%                                                    |
| Гуртова торгівля, транспорт та обладнання                | Гуртова торгівля, транспорт та обладнання                |                                                          | 16,2%                                                    | 16,2%                                                    |
| Природні ресурси, сільське господарство                  | Природні ресурси, сільське господарство                  |                                                          | 11,4%                                                    | 11,4%                                                    |
| Виробництво                                              | Виробництво                                              |                                                          | 11,8%                                                    | 11,8%                                                    |

## Населені пункти
До графства входять містечка Сент-Джордж, Сент-Ендрюс, Сент-Стівен, парафії Вест-Айлс, Гранд-Манан, Дамбертон, Дафферін, Кларендон, Лепро, Пеннфілд, Сен-Круа, Сент-Девід, Сент-Джеймс, Сент-Джордж, Сент-Ендрюс, Сент-Патрік, Сент-Стівен, села Блекс-Гарбор, Гранд-Манан, сільська община Кампобелло-Айленд, а також хутори, інші малі населені пункти та розосереджені поселення.

## Клімат
Середня річна температура становить 6,3°C, середня максимальна – 20,8°C, а середня мінімальна – -11°C. Середня річна кількість опадів – 1 165 мм.
| Клімат поселення                              | Клімат поселення | Клімат поселення | Клімат поселення | Клімат поселення | Клімат поселення | Клімат поселення | Клімат поселення | Клімат поселення | Клімат поселення | Клімат поселення | Клімат поселення | Клімат поселення | Клімат поселення |
| Показник                                      | Січ.             | Лют.             | Бер.             | Квіт.            | Трав.            | Черв.            | Лип.             | Серп.            | Вер.             | Жовт.            | Лист.            | Груд.            |                  |
| Середній максимум, °C                         | 0,48             | 1,10             | 4,81             | 10,34            | 15,35            | 19,76            | 20,84            | 20,73            | 17,59            | 12,51            | 7,72             | 1,65             |                  |
| Середня температура, °C                       | −5,26            | −4,64            | −0,9             | 4,59             | 9,61             | 14,03            | 16,95            | 16,84            | 13,68            | 8,63             | 3,80             | −2,25            |                  |
| Середній мінімум, °C                          | −11              | −10,39           | −6,65            | −1,15            | 3,86             | 8,27             | 13,04            | 12,95            | 9,78             | 4,73             | −0,09            | −6,13            |                  |
| Норма опадів, мм                              | 108              | 82               | 104              | 96               | 100              | 88               | 80               | 80               | 99               | 103              | 112              | 113              |                  |
| Середньомісячна швидкість вітру, м/с          | 5.10             | 5.15             | 5.10             | 4.80             | 4.40             | 4.09             | 3.60             | 3.50             | 4.00             | 4.59             | 5.05             | 5.25             |                  |
| Середньомісячна сонячна радіація, кДж/м²·день | 5511             | 8798             | 12443            | 15538            | 18405            | 20337            | 20093            | 18007            | 13573            | 8834             | 5327             | 4362             |                  |
| --------------------------------------------- | ---------------- | ---------------- | ---------------- | ---------------- | ---------------- | ---------------- | ---------------- | ---------------- | ---------------- | ---------------- | ---------------- | ---------------- | ---------------- |
| Джерело:                                      |                  |                  |                  |                  |                  |                  |                  |                  |                  |                  |                  |                  |                  |